# 이우환 미술관

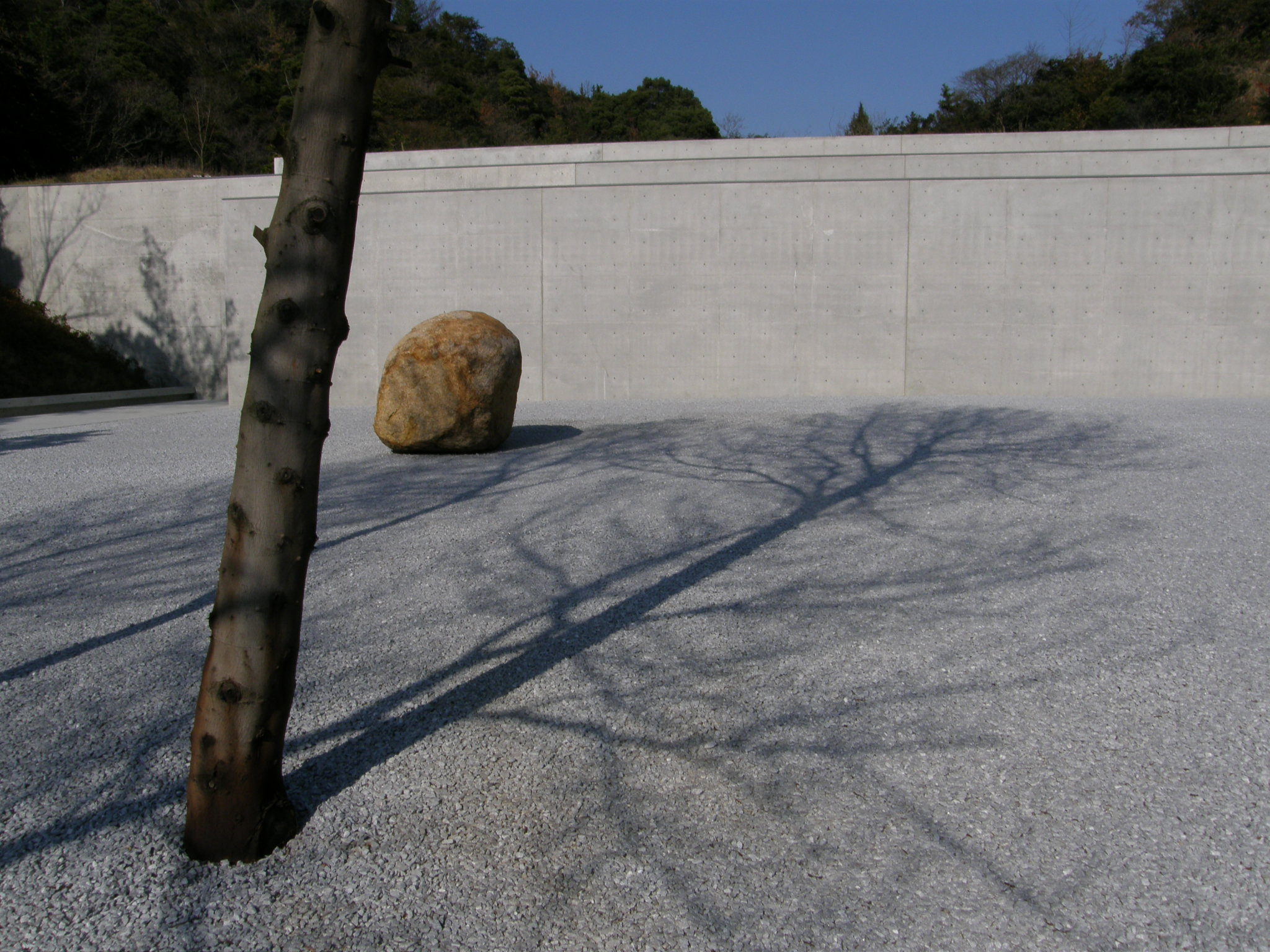
이우환 미술관

이우환 미술관(李禹煥美術館, Lee U-Fan museum)은 일본 가가와현 가가와군 나오시마정에 있는 미술관으로, 이우환과 안도 다다오의 합작으로 지어진 미술관이다. 2010년 6월 15일 정식으로 개관하였다.

## 운영 시간
- 휴관일 : 매주 월요일 (단, 월요일이 공휴일일 경우에는 휴관일은 화요일)
- 감상 요금 : 1,050엔 (15세 이하는 무료 입장이 가능하며 연간 이용권도 존재함)[1]

## 미디어
- KBS 1TV : 《걸어서 세계속으로》

## 같이 보기
- 지추 미술관
- 베네세 코퍼레이션
- 베네세 아트사이트 나오시마(일본어판)
- 현대 미술
- 현대 건축
- 이우환